# Dwór w Raszowicach
Dwór w Raszowicach – zabytkowy dwór wybudowany w miejscowości Raszowice.
Piętrowy, klasycystyczny dwór wybudowany na rzucie prostokąta, kryty dachem czterospadowym. Od wschodu parterowa przybudówka.
Oprócz dworu w skład zespołu dworskiego z drugiej połowy XIX w. wchodzą:
- oficyna mieszkalna
- park.